# Beverley Road
Beverley Road – stacja metra nowojorskiego, na linii B i Q. Znajduje się w dzielnicy Brooklyn, w Nowym Jorku i zlokalizowana jest pomiędzy stacjami Church Avenue i Cortelyou Road. Została otwarta w 1919.